# Lijst van muziekinstrumenten (alfabetisch)
Hieronder staat een alfabetische lijst van muziekinstrumenten

## 0-9
- 3rd bridge-gitaar

## A
- Aartsluit
- Accordeon
- Agung
- Akkoordciter
- Akoestische gitaar
- Alpenhoorn
- Altblokfluit
- Althobo
- Althoorn
- Altklarinet
- Altsaxofoon
- Altviool
- Amakondera
- Angkloeng
- Apintie
- Aulos
- Autoharp

## B
- Bağlama (Turkije)
- Baglamas
- Balalaika
- Bamboefluit
- Bandola
- Bandoneon
- Bandurria (Spanje)
- Banjo
- Bansuri (India)
- Baritonsaxofoon
- Basblokfluit
- Basdrum
- Basfluit
- Basgitaar
- Basklarinet
- Basluit
- Bassaxofoon
- Bastrompet
- Bazuin
- Beatring
- Beganna
- Beiaard
- Bekkens
- Berimbau
- Blaas-bas
- Blokfluit
- Bodhrán (Ierland)
- Bombardon
- Bongo (Cuba)
- Bongo (Suriname)
- Boomwhacker
- Bouzouki (Griekenland)
- Bronselur
- Buffetpiano
- Bugel
- Buisklokken

## C
- Cabaza
- Cajón
- Carillon
- Carnyx
- Castagnetten
- Cavaquinho
- Celesta
- Cello
- Chapman Stick
- Charango (Zuid-Amerika)
- Chitarrone
- Chocallo
- Cimbaal
- Cimbalom (Balkan)
- Cister
- Citer
- Clarino
- Clarsach (Schotland)
- Claves
- Clavichord
- Clavicytherium
- Claviorganum
- Cobza (Roemenië)
- Concertciter
- Concertina
- Conga
- Contrabas
- Contrabas-sarrusofoon
- Contrafagot
- Cornemuse
- Cornet
- Cornetto
- Cuatro (Venezuela, Caraïben)
- Cubaanse tres
- Cümbüş
- Cymbaal

## D
- Dansmeestersviool
- Darabuka
- Dhol
- Diatonische accordeon
- Didgeridoo
- Didjeribone
- Djembé
- Dobro
- Doedelzak
- Domra
- Draailier
- Drumstel
- Duduk
- Duimpiano
- Dulciaan
- Dulcimer (Verenigde Staten)
- Dungchen
- Dutar
- Dvojnice
- Dwarsfluit

## E
- Ektar
- Elektrische gitaar
- Engelse hoorn
- Eunuch-fluit
- Eufonium

## F
- Fagot
- Fiddle
- Fiscorn
- Flabiol
- Flageolet
- Flessenklokkenspel
- Floortrom
- Flügelhorn
- Fluit
- Fluitje
- Foekepot
- Fonograaf

## G
- Gamelan
- Gdulka (Bulgarije)
- Gitaar
- Gitarron
- Glasharmonica
- Glasharp
- Glockenspiel
- Gong
- Grobbefoon
- Grote trom
- Guira
- Guiro
- Guitaret
- Guqin
- Gusle (Joegoslavië)
- Guzheng

## H
- Hakkebord
- Hammered dulcimer (Ierland, Verenigde Staten)
- Hammondorgel
- Hang
- Hardangerviool (Noorwegen)
- Harmonium
- Harp
- Harpgitaar
- Heckelfoon
- Helicon
- Hihat
- Hobo
- Hommel
- Hoorn
- Hoornmirliton

## I
- Ierse bouzouki
- Ierse harp
- Indiaans-Amerikaanse fluit

## J
- Jachthoorn
- Jazzgitaar

## K
- Kantele
- Kautele
- Kaval
- Kisa
- Kazoo
- Kelstone
- Kementsje
- Keyboard
- Khene (Khen, Khaen, Kaen)
- Klarinet
- Klaroen
- Klavecimbel
- Kleine trom
- Klokkenspel
- Koebel
- Kora
- Kornet
- Kortholt
- Koto
- Kromhoorn
- Kwarttoonklarinet

## L
- Lamellofoon
- Laud (Spanje)
- Lier
- Lira da braccio
- Liuto attiorbato
- Luit
- Lure
- Lyra
- Lyricon

## M
- Mandobas
- Mandola
- Mandoline
- Mandoloncello
- Maraka
- Marimba
- Melodeon
- Mellofoon
- Melodica
- Menat
- Metallofoon
- Midwinterhoorn
- Mirliton
- Mondharmonica
- Mondharp
- Mondorgel
- Musette (doedelzak)
- Musette (hobo)

## N
- Ney
- Ngoni
- Northumbrian smallpipes
- Nyckelharpa

## O
- Ocarina
- Oed
- Ondes-Martenot
- Omnichord
- Ophicleïde
- Orgel
- Orkestklokken

## P
- Panfluit
- Pauk
- Piano
- Pianola
- Piccolo
- Pijporgel
- Pommer
- Portugese gitaar
- Prepared gitaar
- Prepared piano
- Psalterium

## Q
- Qanûn (Turkije)
- Quena

## R
- Ranket

- Ratel
- Rebec
- Regaal
- Rommelpot
- Ruispijp
- Rietinstrument

## S
- Sabar
- Sambaballen
- Sansa
- Santoor (India)
- Sarangi (India)
- Sarod (India)
- Sarrusofoon
- Saxofoon
- Saz (bağlama)
- Schalmei
- Schelphoorn
- Schuiftrompet
- Serpent
- Shamisen
- Sheng (China)
- Shō
- Shruti box
- Sinding
- Sistrum
- Sitar
- Sjofar
- Snaartrom
- Snorrebot
- Sopraanblokfluit
- Sopraansaxofoon
- Sopraninoblokfluit
- Sopraninosaxofoon
- Soprillo
- Sousafoon
- Spinet
- Steeldrum
- Superbone
- Suka (Polen)
- Surbahar (India)
- Surnai (Zurla)
- Sursringar (India)
- Symphonetta
- Synthesizer

## T
- Tabla
- Tailedbridgegitaar
- Tama
- Tamboerijn
- Tambori (Catalonië)
- Tambura (Balkan)
- Tamburica (Joegoslavië)
- Tamtam
- Tanbur (India)
- Tanpura
- Tapan (Bulgarije)
- Taragot
- Templeblocks
- Tenora (Catalonië)
- Tenorblokfluit
- Tenorhoorn
- Tenorsaxofoon
- Tenortuba
- Teorbe
- Theremin
- Tible (Catalonië)
- Tinwhistle
- Tiple (Colombia)
- Tom
- Trekzak
- Triangel
- Trombone
- Trommel
- Trompet
- Tuba
- Torupill
- Turkse trom

## U
- Uilleann pipes
- Ukelele (Hawaï)

## V
- Vedel
- Vibrafoon
- Vihuela
- Vina (India)
- Viocta
- Viola d'amore
- Viola da gamba
- Violoncello (Cello)
- Violoncello piccolo
- Viool
- Virginaal
- Vleugel

## W
- Wagnertuba
- Wasbord
- Westerngitaar
- Windgong
- Windklok
- Woodblock

## X
- Xaphoon
- Xylofoon

## Y
- Yatga (Mongolië)
- Yoochin (Mongolië)

## Z
- Zheng, zie Guzheng
- Zingende zaag
- Zingende kaars
- Zink
- Zither
- Zobo
- Zummara
- Zurla
- Zurna (Zurla)